# Albo d'oro della Coppa del Mondo di freestyle
L'Albo d'oro della Coppa del Mondo di freestyle riporta i vincitori delle Coppa del Mondo generali e di quelle specialità, nell'ambito della Coppa del Mondo di freestyle. 
I trofei che sono o furono assegnati dalla Federazione Internazionale Sci durante le edizioni della manifestazione sono:
- la Coppa del Mondo generale, assegnata dalla stagione 1979/1980 alla 2019/2020
- la Coppa del Mondo generale di freestyle, assegnata a partire dalla stagione 2020/2021
- la Coppa del Mondo generale di gobbe, assegnata a partire dalla stagione 1979/1980
- la Coppa del Mondo di salti, assegnata a partire dalla stagione 1979/1980
- la Coppa del Mondo di gobbe, assegnata a partire dalla stagione 2021/2022
- la Coppa del Mondo di gobbe in parallelo, assegnata dalla stagione 1995/1996 alla stagione 1999/2000, nella stagione 2001/2002, nella stagione 2002/2003 e a partire dalla stagione 2021/2022
- la Coppa del Mondo di ski cross, assegnata a partire dalla stagione 2002/2003
- la Coppa del Mondo di halfpipe, assegnata a partire dalla stagione 2003/2004
- la Coppa del Mondo di slopestyle, assegnata a partire dalla stagione 2011/2012
- la Coppa del Mondo di big air, assegnata a partire dalla stagione 2016/2017
- la Coppa del Mondo di balletto, assegnata dalla stagione 1979/1980 alla stagione 1998/1999
- la Coppa del Mondo di combinata, assegnata dalla stagione 1979/1980 alla stagione 1996/1997

## Uomini
| Anno | Generale              | Generale freestyle | Generale gobbe        | Salti                | Gobbe                | Gobbe in parallelo   | Ski cross                 | Halfpipe           | Slopestyle                      | Big air            | Balletto               | Combinata             |
| ---- | --------------------- | ------------------ | --------------------- | -------------------- | -------------------- | -------------------- | ------------------------- | ------------------ | ------------------------------- | ------------------ | ---------------------- | --------------------- |
| 2025 | -                     | Matěj Švancer      | Mikaël Kingsbury (13) | Qi Guangpu (4)       | Mikaël Kingsbury (3) | Mikaël Kingsbury (4) | Reece Howden (3)          | Alex Ferreira (3)  | Alexander Hall                  | Luca Harrington    | -                      | -                     |
| 2024 | -                     | Alex Ferreira      | Mikaël Kingsbury      | Qi Guangpu           | Ikuma Horishima      | Mikaël Kingsbury     | David Mobärg              | Alex Ferreira      | Mac Forehand (2)                | Alexander Hall     | -                      | -                     |
| 2023 | -                     | Birk Ruud (2)      | Mikaël Kingsbury      | Noé Roth (2)         | Mikaël Kingsbury     | Mikaël Kingsbury     | Reece Howden              | Birk Irving        | Birk Ruud                       | Birk Ruud (3)      | -                      | -                     |
| 2022 | -                     | Birk Ruud          | Mikaël Kingsbury      | Maksim Burov (3)     | Mikaël Kingsbury     | Mikaël Kingsbury     | Ryan Regez                | Brendan Mackay     | Andri Ragettli (4)              | Matěj Švancer      | -                      | -                     |
| 2021 | -                     | Colby Stevenson    | Matt Graham           | Maksim Burov         | -                    | -                    | Reece Howden              | Aaron Blunck (2)   | Colby Stevenson                 | Birk Ruud          | -                      | -                     |
| 2020 | Mikaël Kingsbury (9)  | -                  | Mikaël Kingsbury      | Noé Roth             | -                    | -                    | Kevin Drury               | Aaron Blunck       | Andri Ragettli                  | Birk Ruud          | -                      | -                     |
| 2019 | Mikaël Kingsbury      | -                  | Mikaël Kingsbury      | Wang Xindi           | -                    | -                    | Bastien Midol             | Simon d'Artois     | Mac Forehand                    | Andri Ragettli     | -                      | -                     |
| 2018 | Mikaël Kingsbury      | -                  | Mikaël Kingsbury      | Maksim Burov         | -                    | -                    | Marc Bischofberger        | Alex Ferreira      | Andri Ragettli                  | Christian Nummedal | -                      | -                     |
| 2017 | Mikaël Kingsbury      | -                  | Mikaël Kingsbury      | Qi Guangpu           | -                    | -                    | Jean-Frédéric Chapuis (3) | Kevin Rolland (2)  | McRae Williams                  | Henrik Harlaut     | -                      | -                     |
| 2016 | Mikaël Kingsbury      | -                  | Mikaël Kingsbury      | Oleksandr Abramenko  | -                    | -                    | Jean-Frédéric Chapuis     | Kevin Rolland      | Andri Ragettli                  | -                  | -                      | -                     |
| 2015 | Mikaël Kingsbury      | -                  | Mikaël Kingsbury      | Mac Bohonnon         | -                    | -                    | Jean-Frédéric Chapuis     | David Wise (2)     | Felix Stridsberg-Usterud        | -                  | -                      | -                     |
| 2014 | Mikaël Kingsbury      | -                  | Mikaël Kingsbury      | Liu Zhongqing        | -                    | -                    | Victor Öhling Norberg     | Justin Dorey       | Jesper Tjäder                   | -                  | -                      | -                     |
| 2013 | Mikaël Kingsbury      | -                  | Mikaël Kingsbury      | Jia Zongyang         | -                    | -                    | Alex Fiva                 | Mike Riddle        | James Woods                     | -                  | -                      | -                     |
| 2012 | Mikaël Kingsbury      | -                  | Mikaël Kingsbury      | Olivier Rochon       | -                    | -                    | Filip Filsar              | David Wise         | Cyrill Hunziker Thomas Wallisch | -                  | -                      | -                     |
| 2011 | Guilbaut Colas        | -                  | Guilbaut Colas        | Qi Guangpu           | -                    | -                    | Andreas Matt              | Benoît Valentin    | -                               | -                  | -                      | -                     |
| 2010 | Anton Kušnir          | -                  | Dale Begg-Smith (4)   | Anton Kušnir         | -                    | -                    | Michael Schmid            | -                  | -                               | -                  | -                      | -                     |
| 2009 | Alexandre Bilodeau    | -                  | Alexandre Bilodeau    | Steve Omischl (4)    | -                    | -                    | Tomáš Kraus (4)           | Kevin Rolland      | -                               | -                  | -                      | -                     |
| 2008 | Steve Omischl (2)     | -                  | Dale Begg-Smith       | Steve Omischl        | -                    | -                    | Tomáš Kraus               | Matthew Hayward    | -                               | -                  | -                      | -                     |
| 2007 | Dale Begg-Smith       | -                  | Dale Begg-Smith       | Steve Omischl        | -                    | -                    | Audun Grønvold            | Kalle Leinonen (2) | -                               | -                  | -                      | -                     |
| 2006 | Tomáš Kraus           | -                  | Dale Begg-Smith       | Dzmitryj Daščynski   | -                    | -                    | Tomáš Kraus               | Kalle Leinonen     | -                               | -                  | -                      | -                     |
| 2005 | Jeremy Bloom          | -                  | Jeremy Bloom (2)      | Jeret Peterson       | -                    | -                    | Tomáš Kraus               | -                  | -                               | -                  | -                      | -                     |
| 2004 | Steve Omischl         | -                  | Janne Lahtela (3)     | Steve Omischl        | -                    | -                    | Jesper Brugge             | Mathias Wecxsteen  | -                               | -                  | -                      | -                     |
| 2003 | Dmitrij Archipow      | -                  | Travis-Antone Cabral  | Dimitrij Archipow    | -                    | Janne Lahtela (2)    | Hiroomi Takizawa          | -                  | -                               | -                  | -                      | -                     |
| 2002 | Eric Bergoust         | -                  | Jeremy Bloom          | Eric Bergoust (2)    | -                    | Richard Gay          | -                         | -                  | -                               | -                  | -                      | -                     |
| 2001 | Mikko Ronkainen       | -                  | Mikko Ronkainen       | Eric Bergoust        | -                    | -                    | -                         | -                  | -                               | -                  | -                      | -                     |
| 2000 | Janne Lahtela         | -                  | Janne Lahtela         | Nicolas Fontaine (4) | -                    | Janne Lahtela        | -                         | -                  | -                               | -                  | -                      | -                     |
| 1999 | Nicolas Fontaine      | -                  | Janne Lahtela         | Nicolas Fontaine     | -                    | Thony Héméry (2)     | -                         | -                  | -                               | -                  | -                      | -                     |
| 1998 | Fabrice Becker        | -                  | Jonny Moseley         | Nicolas Fontaine     | -                    | Jesper Rönnbäck (2)  | -                         | -                  | -                               | -                  | Fabrice Becker (3)     | -                     |
| 1997 | Darcy Downs           | -                  | Jean-Luc Brassard (3) | Nicolas Fontaine     | -                    | Thony Héméry         | -                         | -                  | -                               | -                  | Fabrice Becker         | Toben Sutherland      |
| 1996 | Jonny Moseley (2)     | -                  | Jean-Luc Brassard     | Sébastien Foucras    | -                    | Jesper Rönnbäck      | -                         | -                  | -                               | -                  | Heini Baumgartner      | Jonny Moseley         |
| 1995 | Jonny Moseley         | -                  | Sergej Šuplecov       | Trace Worthington    | -                    | -                    | -                         | -                  | -                               | -                  | Rune Kristiansen (4)   | Trace Worthington (3) |
| 1994 | Sergej Šuplecov       | -                  | Edgar Grospiron (4)   | Philippe LaRoche (3) | -                    | -                    | -                         | -                  | -                               | -                  | Fabrice Becker         | David Belhumeur       |
| 1993 | Trace Worthington (2) | -                  | Jean-Luc Brassard     | Lloyd Langlois (2)   | -                    | -                    | -                         | -                  | -                               | -                  | Rune Kristiansen       | Trace Worthington     |
| 1992 | Trace Worthington     | -                  | Edgar Grospiron       | Philippe LaRoche     | -                    | -                    | -                         | -                  | -                               | -                  | Rune Kristiansen       | Trace Worthington     |
| 1991 | Éric Laboureix (5)    | -                  | Edgar Grospiron       | Philippe LaRoche     | -                    | -                    | -                         | -                  | -                               | -                  | Rune Kristiansen       | Éric Laboureix (4)    |
| 1990 | Éric Laboureix        | -                  | Edgar Grospiron       | Jean-Marc Bacquin    | -                    | -                    | -                         | -                  | -                               | -                  | Roberto Franco         | Éric Laboureix        |
| 1989 | Chris Simboli         | -                  | Nelson Carmicheal (2) | Tor Skeie            | -                    | -                    | -                         | -                  | -                               | -                  | Hermann Reitberger (5) | Chris Simboli         |
| 1988 | Éric Laboureix        | -                  | Nelson Carmicheal     | Jean-Marc Rozon (2)  | -                    | -                    | -                         | -                  | -                               | -                  | Hermann Reitberger     | Alain LaRoche (4)     |
| 1987 | Éric Laboureix        | -                  | Martti Kellokumpi     | Jean-Marc Rozon      | -                    | -                    | -                         | -                  | -                               | -                  | Hermann Reitberger     | Éric Laboureix        |
| 1986 | Éric Laboureix        | -                  | Steve Desovich        | Yves LaRoche (2)     | -                    | -                    | -                         | -                  | -                               | -                  | Hermann Reitberger     | Éric Laboureix        |
| 1985 | Alain LaRoche (3)     | -                  | Philippe Bron (2)     | Lloyd Langlois       | -                    | -                    | -                         | -                  | -                               | -                  | Hermann Reitberger     | Alain LaRoche         |
| 1984 | Alain LaRoche         | -                  | Philippe Bron         | Yves LaRoche         | -                    | -                    | -                         | -                  | -                               | -                  | Richard Schabl (2)     | Alain LaRoche         |
| 1983 | Alain LaRoche         | -                  | Bill Keenan           | Sandro Wirth         | -                    | -                    | -                         | -                  | -                               | -                  | Richard Schabl         | Alain LaRoche         |
| 1982 | Frank Beddor (2)      | -                  | Nano Pourtier (2)     | Craig Clow           | -                    | -                    | -                         | -                  | -                               | -                  | Ian Edmondson          | Frank Beddor (2)      |
| 1981 | Frank Beddor          | -                  | Nano Pourtier         | Jean Corriveau       | -                    | -                    | -                         | -                  | -                               | -                  | Bob Howard (2)         | Frank Beddor          |
| 1980 | Greg Athans           | -                  | Greg Athans           | John Eaves           | -                    | -                    | -                         | -                  | -                               | -                  | Bob Howard             | Greg Athans           |

## Donne
| Anno | Generale                 | Generale freestyle | Generale gobbe           | Salti                     | Gobbe              | Gobbe in parallelo | Ski cross             | Halfpipe             | Slopestyle                 | Big air          | Balletto            | Combinata                |
| ---- | ------------------------ | ------------------ | ------------------------ | ------------------------- | ------------------ | ------------------ | --------------------- | -------------------- | -------------------------- | ---------------- | ------------------- | ------------------------ |
| 2025 | -                        | Flora Tabanelli    | Jaelin Kauf              | Laura Peel (3)            | Jaelin Kauf        | Jaelin Kauf        | Fanny Smith (4)       | Zoe Atkin Li Fanghui | Tess Ledeux (2)            | Flora Tabanelli  | -                   | -                        |
| 2024 | -                        | Mathilde Gremaud   | Jakara Anthony (2)       | Danielle Scott (2)        | Jakara Anthony (2) | Jakara Anthony (2) | Marielle Thompson (4) | Eileen Gu (2)        | Mathilde Gremaud           | Mathilde Gremaud | -                   | -                        |
| 2023 | -                        | Johanne Killi      | Perrine Laffont (5)      | Danielle Scott            | Jakara Anthony     | Perrine Laffont    | Sandra Näslund (4)    | Rachael Karker (2)   | Johanne Killi              | Tess Ledeux (2)  | -                   | -                        |
| 2022 | -                        | Gu Ailing          | Jakara Anthony           | Xu Mengtao (6)            | Perrine Laffont    | Jakara Anthony     | Sandra Näslund        | Eileen Gu            | Kelly Sildaru              | Tess Ledeux      | -                   | -                        |
| 2021 | -                        | Tess Ledeux        | Perrine Laffont          | Laura Peel                | -                  | -                  | Fanny Smith           | Rachael Karker       | Tess Ledeux                | Giulia Tanno (2) | -                   | -                        |
| 2020 | Perrine Laffont (2)      | -                  | Perrine Laffont          | Laura Peel                | -                  | -                  | Sandra Näslund        | Valerija Demidova    | Sarah Höfflin (2)          | Giulia Tanno     | -                   | -                        |
| 2019 | Perrine Laffont          | -                  | Perrine Laffont          | Xu Mengtao                | -                  | -                  | Fanny Smith           | Cassie Sharpe (2)    | Megan Oldham               | Elena Gaskell    | -                   | -                        |
| 2018 | Sandra Näslund           | -                  | Perrine Laffont          | Xu Mengtao                | -                  | -                  | Sandra Näslund        | Cassie Sharpe        | Jennie-Lee Burmansson      | Silvia Bertagna  | -                   | -                        |
| 2017 | Britteny Cox             | -                  | Britteny Cox             | Xu Mengtao                | -                  | -                  | Marielle Thompson     | Marie Martinod (2)   | Sarah Höfflin              | Emma Dahlström   | -                   | -                        |
| 2016 | Devin Logan              | -                  | Chloé Dufour-Lapointe    | Ashley Caldwell           | -                  | -                  | Anna Holmlund (3)     | Ayana Onozuka (2)    | Tiril Sjåstad Christiansen | -                | -                   | -                        |
| 2015 | Hannah Kearney (4)       | -                  | Hannah Kearney (6)       | Kiley McKinnon            | -                  | -                  | Anna Holmlund         | Ayana Onozuka        | Emma Dahlström             | -                | -                   | -                        |
| 2014 | Hannah Kearney           | -                  | Hannah Kearney           | Li Nina (3)               | -                  | -                  | Marielle Thompson     | Devin Logan          | Lisa Zimmermann            | -                | -                   | -                        |
| 2013 | Xu Mengtao               | -                  | Hannah Kearney           | Xu Mengtao                | -                  | -                  | Fanny Smith           | Virginie Faivre (2)  | Keri Herman                | -                | -                   | -                        |
| 2012 | Hannah Kearney           | -                  | Hannah Kearney           | Xu Mengtao                | -                  | -                  | Marielle Thompson     | Brita Sigourney      | Linn-Ida Murud Kaya Turski | -                | -                   | -                        |
| 2011 | Hannah Kearney           | -                  | Hannah Kearney           | Cheng Shuang              | -                  | -                  | Anna Holmlund         | Sarah Burke (2)      | -                          | -                | -                   | -                        |
| 2010 | Li Nina (2)              | -                  | Jennifer Heil (5)        | Li Nina                   | -                  | -                  | Ophélie David (7)     | -                    | -                          | -                | -                   | -                        |
| 2009 | Ophélie David (3)        | -                  | Hannah Kearney           | Lydia Lassila             | -                  | -                  | Ophélie David         | Virginie Faivre      | -                          | -                | -                   | -                        |
| 2008 | Ophélie David            | -                  | Aiko Uemura              | Jacqui Cooper (5)         | -                  | -                  | Ophélie David         | Sarah Burke          | -                          | -                | -                   | -                        |
| 2007 | Jennifer Heil            | -                  | Jennifer Heil            | Jacqui Cooper             | -                  | -                  | Ophélie David         | Jessica Cumming      | -                          | -                | -                   | -                        |
| 2006 | Ophélie David            | -                  | Jennifer Heil            | Evelyne Leu               | -                  | -                  | Ophélie David         | Anaïs Caradeux       | -                          | -                | -                   | -                        |
| 2005 | Li Nina                  | -                  | Jennifer Heil            | Li Nina                   | -                  | -                  | Ophélie David         | -                    | -                          | -                | -                   | -                        |
| 2004 | Kari Traa (3)            | -                  | Jennifer Heil            | Alisa Camplin (2)         | -                  | -                  | Ophélie David         | Marie Martinod       | -                          | -                | -                   | -                        |
| 2003 | Kari Traa                | -                  | Shannon Bahrke           | Alisa Camplin             | -                  | Margarita Marbler  | Saša Farič            | -                    | -                          | -                | -                   | -                        |
| 2002 | Kari Traa                | -                  | Kari Traa (2)            | Ala Cuper                 | -                  | Christine Gerg     | -                     | -                    | -                          | -                | -                   | -                        |
| 2001 | Jacqui Cooper (3)        | -                  | Kari Traa                | Jacqui Cooper             | -                  | -                  | -                     | -                    | -                          | -                | -                   | -                        |
| 2000 | Jacqui Cooper            | -                  | Ann Battelle (2)         | Jacqui Cooper             | -                  | Kari Traa (2)      | -                     | -                    | -                          | -                | -                   | -                        |
| 1999 | Jacqui Cooper            | -                  | Ann Battelle             | Jacqui Cooper             | -                  | Michelle Roark     | -                     | -                    | -                          | -                | Jelena Batalowa (4) | -                        |
| 1998 | Nikki Stone              | -                  | Marja Elfman             | Nikki Stone (2)           | -                  | Kari Traa          | -                     | -                    | -                          | -                | Jelena Batalowa     | -                        |
| 1997 | Elena Batalova           | -                  | Tatjana Mittermayer      | Veronica Brenner          | -                  | Candice Gilg (2)   | -                     | -                    | -                          | -                | Jelena Batalowa     | -                        |
| 1996 | Kristina Kubenk (2)      | -                  | Donna Weinbrecht (4)     | Colette Brand             | -                  | Candice Gilg       | -                     | -                    | -                          | -                | Jelena Batalowa     | -                        |
| 1995 | Kristean Porter (2)      | -                  | Raphaëlle Monod (3)      | Nikki Stone               | -                  | -                  | -                     | -                    | -                          | -                | Ellen Breen (3)     | Maja Schmid (2)          |
| 1994 | Kristean Porter          | -                  | Donna Weinbrecht         | Lina Čerjazova (2)        | -                  | -                  | -                     | -                    | -                          | -                | Ellen Breen         | Maja Schmid              |
| 1993 | Katherina Kubenk         | -                  | Stine Lise Hattestad (2) | Lina Čerjazova            | -                  | -                  | -                     | -                    | -                          | -                | Ellen Breen         | Katherina Kubenk         |
| 1992 | Conny Kissling (10)      | -                  | Donna Weinbrecht         | Kirstie Marshall          | -                  | -                  | -                     | -                    | -                          | -                | Conny Kissling (3)  | Conny Kissling (9)       |
| 1991 | Conny Kissling           | -                  | Donna Weinbrecht         | Elfie Simchen             | -                  | -                  | -                     | -                    | -                          | -                | Conny Kissling      | Conny Kissling           |
| 1990 | Conny Kissling           | -                  | Jilly Curry              | Sonja Reichart (2)        | -                  | -                  | -                     | -                    | -                          | -                | Conny Kissling      | Conny Kissling           |
| 1989 | Conny Kissling           | -                  | Raphaëlle Monod          | Catherine Lombard         | -                  | -                  | -                     | -                    | -                          | -                | Jan Bucher (7)      | Conny Kissling           |
| 1988 | Conny Kissling           | -                  | Stine Lise Hattestad     | Meredith Anne Gardner (2) | -                  | -                  | -                     | -                    | -                          | -                | Christine Rossi (3) | Conny Kissling           |
| 1987 | Conny Kissling           | -                  | Raphaëlle Monod          | Sonja Reichart            | -                  | -                  | -                     | -                    | -                          | -                | Christine Rossi     | Conny Kissling           |
| 1986 | Conny Kissling           | -                  | Mary Jo Tiampo           | Anna Fraser               | -                  | -                  | -                     | -                    | -                          | -                | Jan Bucher          | Conny Kissling           |
| 1985 | Conny Kissling           | -                  | Mary Jo Tiampo           | Meredith Anne Gardner     | -                  | -                  | -                     | -                    | -                          | -                | Christine Rossi     | Conny Kissling           |
| 1984 | Conny Kissling           | -                  | Hilary Engish (4)        | Eveline Wirth             | -                  | -                  | -                     | -                    | -                          | -                | Jan Bucher          | Conny Kissling           |
| 1983 | Conny Kissling           | -                  | Hayley Wolff             | Marie-Claude Asselin (3)  | -                  | -                  | -                     | -                    | -                          | -                | Jan Bucher          | Marie-Claude Asselin (3) |
| 1982 | Marie-Claude Asselin (2) | -                  | Hilary Engish            | Marie-Claude Asselin      | -                  | -                  | -                     | -                    | -                          | -                | Jan Bucher          | Marie-Claude Asselin     |
| 1981 | Marie-Claude Asselin     | -                  | Hilary Engish            | Marie-Claude Asselin      | -                  | -                  | -                     | -                    | -                          | -                | Jan Bucher          | Marie-Claude Asselin     |
| 1980 | Stephanie Sloan          | -                  | Hilary Engish            | Lauralee Bowe             | -                  | -                  | -                     | -                    | -                          | -                | Jan Bucher          | Stephanie Sloan          |